# POLA1
A DNS-polimeráz α katalitikus alegysége a POLA1 gén által kódolt enzim.

## Funkció
E gén a DNS-polimeráz α–primáz p180 katalitikus alegységét kódolja. A Pol α processzivitása korlátozott, és nem rendelkezik 3′-exonukleáz-aktivitással a hibajavításhoz. Így a hosszú templátok hatékony és pontos másolásához nem felel meg a Pol δ-tól és ε-tól eltérően. Ehelyett korlátozottabb szerepe van a replikációban. A Pol α a replikációs origóknál való DNS-replikáció-iniciációért felel a vezető és követő szálakon, valamint az Okazaki-töredékek szintéziséért a követő szálon. A Pol α-komplex (pol α–DNS-primáz komplex) 4 alegységből áll, ezek a katalitikus POLA1, a szabályzó POLA2, valamint a kis és nagy primázalegységek, a PRIM1 és a PRIM2. Miután a primáz létrehozta az RNS-primert, a Pol α elindítja a replikációt a primer mintegy 20 nukleotidos elongációjával.

## Klinikai jelentőség

### Mutációk
DNS-replikációban játszott szerepe mellett a POLA1 az I-es típusú interferon aktivációjában is fontos. A POLA1 gén egy X-kapcsolt hálózatos pigmentrendellenességet (XLPDR) okozó mutáció helye. Ez megváltozott mRNS-splicingot és egy, a DNS-replikációt nem zavaró szintig csökkentő POLA1-expressziót okoz. A csökkent POLA1-expresszió csökkent citoszol-RNS:DNS hibrid-mennyiséget és ezzel együtt az IRF3-út hiperaktivációját okozza, mely az I-es típusú interferonok túltermelését okozza.
Ezenkívül az XLPDR-re jellemző POLA1-hiány gátolja az NK-sejtek közvetlen citotoxicitását. A POLA1-gátlás vagy a természetes hiány befolyásolja a litikus granulák célsejtek szekréciójának módját a célsejtek felé. Így az NK-sejtek az XLPDR-betegekben funkcióhiányt mutatnak. Az XLPDR-re jellemző POLA1-hiány nem függ össze genomkárosodással vagy sejtciklusleállással.
Míg az XLPDR-mutáció a 13. intronban van, más szomatikus mutációk is ismertek. A szomatikus mutációk jelentősebb POLA1-hiánnyal függnek össze, mely X-kapcsolt értelmi fogyatékosságot (XLID) okoz. Nem XLPDR-mutációk esetén az I-es típusú interferonok által meghatározott jelzés mellett enyhe-középsúlyos értelmi fogyatékosságot, sejtciklusleállást, alacsony testmagasságot, mikrokefáliát és hipogonadizmust mutatnak.

### Rák

#### Colorectalis rák
A POLA1-túlexpresszió összefügg a colorectalis rákkal (CRC): Abdel-Samad et al. 2018-ban a normálisnál magasabb POLA1-szintet mutattak ki a colorectalis rák sejtjeiben, szöveteiben, mint a normál szövetekben. Egy adamantilcsoportot tartalmazó retinoid, az ST1926 szelektíven inhibeálja a colorectalis rák sejtjeit. Az ST1926 CD437-származék, és a CD437-származékokkal szembeni ellenállást okozó mutációk nincsenek jelen az 5-fluoruracil-rezisztens sejtekben. Ez alapján a DNS-károsodás és a POLA1 fontosak az ST1926 hatásmechanizmusában.

## Kölcsönhatások
A DNS-dependens polimeráz α (Pol α) kölcsönhat az MCM4-gyel, a GINS1-gyel, a retinoblastomaproteinnel, a PARP1-gyel és az RBMS1-gyel.

## Fordítás
Ez a szócikk részben vagy egészben  a   DNA polymerase alpha catalytic subunit című angol Wikipédia-szócikk ezen változatának fordításán alapul.  Az eredeti cikk szerkesztőit annak laptörténete sorolja fel. Ez a jelzés csupán a megfogalmazás eredetét és a szerzői jogokat jelzi, nem szolgál a cikkben szereplő információk forrásmegjelöléseként.